# Courant Sainte-Marie
Le Courant Sainte-Marie est un courant rapide du fleuve Saint-Laurent se déplaçant dans le passage entre l'île de Montréal et l'île Sainte-Hélène. Le cours d'eau y prend une grande vitesse, pouvant atteindre six nœuds, due au rétrécissement de la largeur du fleuve à cet endroit. Le courant s'amorce à la hauteur du pont Victoria, et s'atténue au niveau du pont Jacques-Cartier.

## Historique et toponymie

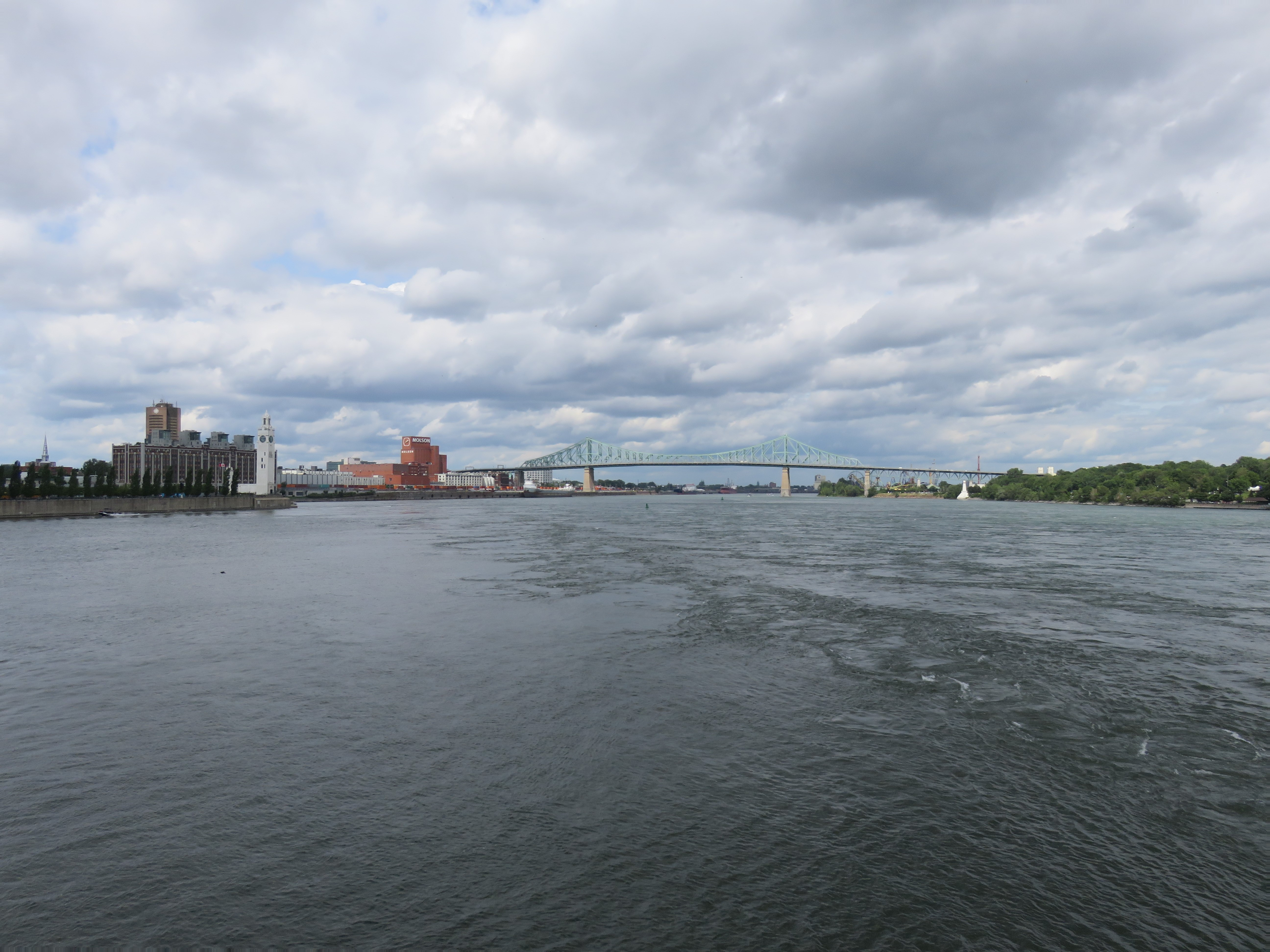
Le Vieux-Port de Montréal, le pont Jacques-Cartier et, à droite, la turbulence du courant Sainte-Marie (vus depuis le belvédère du parc de Dieppe).

L'appellation Sainte-Marie, donnée à ce courant, date du XVIIe siècle désignant à la fois la rive qui le borde, « coste de Sainte-Marie ». Déjà cependant, le 11 septembre 1541, Jacques Cartier signale mais sans le nommer ce « premier Saut qui se trouve à deux lieues de la ville de Tutonaguy », correspondant à la dénomination ultérieure de Saut Normand, se trouvant devant l'actuelle Cité-du-Havre à la hauteur de Habitat 67, et de nos jours connu de façon populaire comme la vague Habitat 67. Le toponyme Sainte-Marie est appliqué  vers 1656-1659 à une concession seigneuriale, la Terre Sainte-Marie, localisée à l'est de la rue d'Iberville, s'étendant sur environ 1,3 km de côte fluviale par 3 km de profondeur. Le dénombrement de 1741 mentionne la Côte Sainte-Marie, « dépendant de la paroisse de Sainte-Anne ». Une carte de Nicolas Bellin de 1744 désigne le courant fluvial sous le nom de Rapide de Sainte-Marie. En référence au courant Sainte-Marie se trouve la dénomination du site historique du Pied-du-Courant qui est également le nom de ce secteur de la ville. Dès avant 1796 le nom Sainte-Marie s'applique au Faubourg Sainte-Marie, couvrant un territoire allant de la rue Panet jusqu'à l'actuelle voie de chemin de fer du Canadien-Pacifique. En 1840 le faubourg prend nom de quartier devenant le   Quartier Sainte-Marie, aujourd'hui compris dans l'arrondissement Ville-Marie de la ville de Montréal.

## Navigation
Le courant Sainte-Marie présente depuis toujours une difficulté pour la navigation, particulièrement au temps des voiliers mais aussi de nos jours pour les embarcations non motorisées et celles de faible puissance. Du temps de la Nouvelle-France, au Pied-du-Courant, à cet endroit où le fleuve se rétrécit, le courant Sainte-Marie s'avère « un obstacle difficile à franchir pour les canots et voiliers se rendant à Ville-Marie. Les voyageurs doivent accoster et effectuer un portage jusqu’à la ville ».

## Surf de rivière

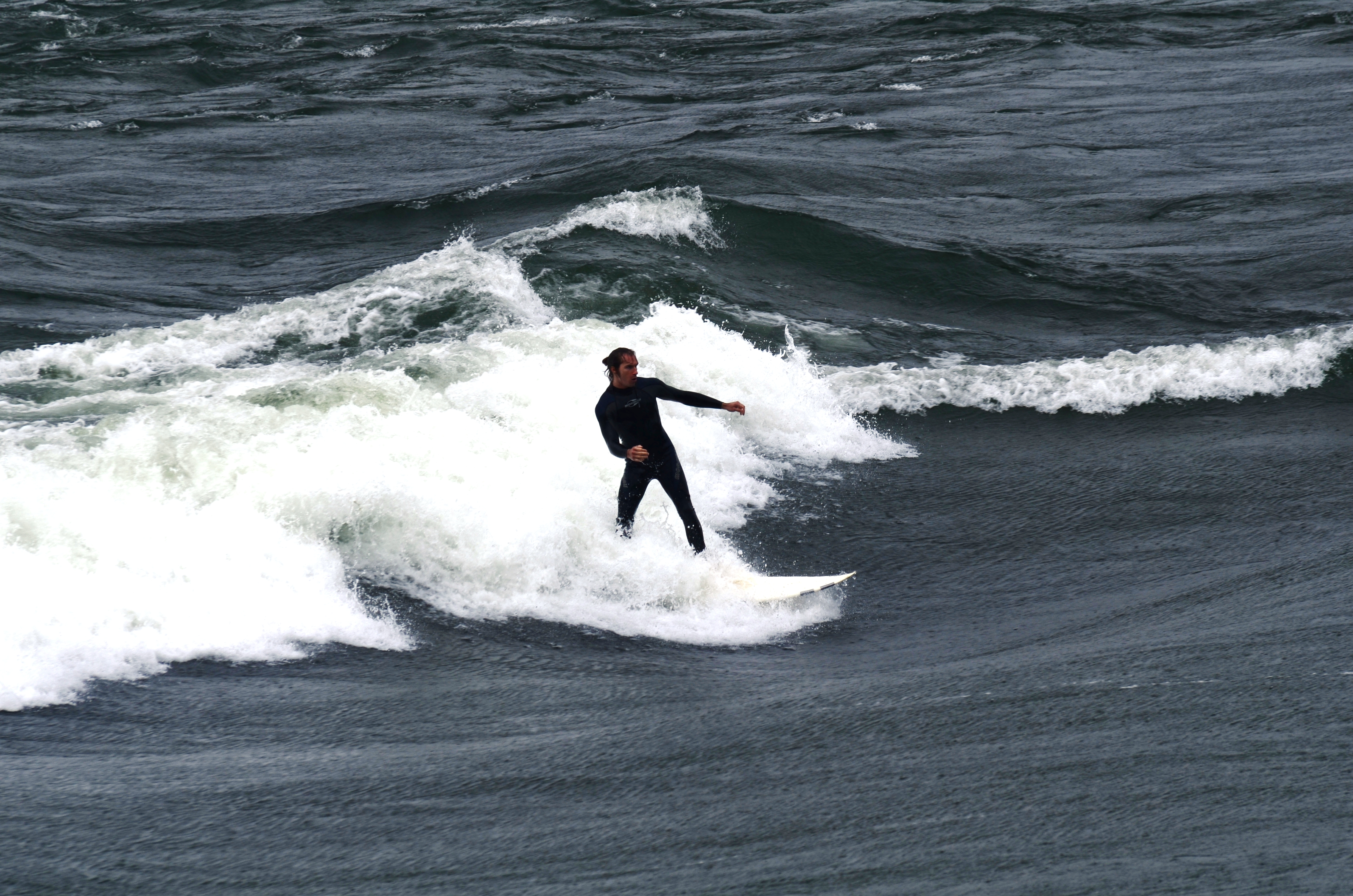
Surfeur en action sur la vague Habitat 67

Devant la Cité-du-Havre, en face du complexe résidentiel Habitat 67, se trouve le « premier Saut » qu'avait signalé Jacques Cartier, le Saut Normand comme il fut dit par la suite, ou la vague Habitat 67 telle que maintenant nommée familièrement. Il s'agit d'une vague stationnaire permanente qui fait le plaisir des adeptes de surf de rivière ou de kayak en eau vive.